# Franklin, Pennsylvania
Franklin är administrativ huvudort i Venango County i nordvästra Pennsylvania. Orten har fått sitt namn efter Benjamin Franklin. Enligt 2010 års folkräkning hade Franklin 323 invånare.